# Jim Sheridan
Jim Sheridan (ur. 6 lutego 1949 w Dublinie) – irlandzki reżyser, scenarzysta i producent filmowy.
Sheridan sławę zyskał serią filmów poświęconych Irlandii i nawiązujących do katolicko – protestanckiego konfliktu w Ulsterze. Debiutował w 1989 filmem Moja lewa stopa, który okazał się artystycznym i kasowym sukcesem. Daniel Day-Lewis, obsadzony w głównej roli kalekiego artysty, za stworzoną kreację Christy’ego Browna otrzymał Oscara.
Kolejnym głośnym dziełem Irlandczyka było W imię ojca, ponownie z Day-Lewisem w roli głównej. Film zdobył siedem nominacji do Oscara, w tym dwie dla samego Sheridana (reżyseria, scenariusz adaptowany) oraz nagrodę Złotego Niedźwiedzia w Berlinie.
Sheridan, mimo iż od kilku lat pracuje w USA, ceniony jest przede wszystkim za filmy z irlandzkiego okresu. Jego dzieła charakteryzuje mistrzowskie wyważenie zaangażowania społecznego (politycznego) twórcy i indywidualnego losu jego bohaterów. Reżysera bardziej od moralno – historycznych racji stron wojny domowej w Belfaście interesuje jej wpływ, najczęściej niszczący, na życie zwykłych ludzi.

## Reżyseria
- Moja lewa stopa (My Left Foot, 1989)
- Pole (The Field, 1990)
- W imię ojca (In the Name of the Father, 1993)
- Bokser (The Boxer, 1997)
- Nasza Ameryka (In America, 2002)
- Get Rich or Die Tryin’: Historia 50 Centa (Get Rich or Die Tryin’, 2005)
- Bracia (Brothers, 2009)
- Dom snów (Dream House, 2011)
- Tajny dziennik (The Secret Scripture, 2016)